# گارسیا رامرز ناوار
گارسیا رامیرز (باسکی: Gartzea Remiritz؛ ح. ۱۱۱۲–۲۱ نوامبر ۱۱۵۰) که بعضی اوقات از او به عنوان گارسیا چهارم، پنجم، ششم یا هفتم یاد می‌شود به مرمت‌کننده (اسپانیایی: el Restaurador‎ مشهور بود؛ پادشاه ناوار بود . انتخاب گارسیا در سال ۱۳۱۴ استقلال سیاسی پادشاه ناوار را پس از ۵۸ اتحاد سیاسی با پادشاهی آراگون بازسازی کرد. بعد از درگیری‌های اولیه او خود را با پادشاه الفلنسو هفتم متحد کرد و خود در بازپس‌گیری اندلس شرکت کرد.